# Convention thermidorienne
 (juin 2016).
La Convention thermidorienne ou Réaction thermidorienne est le nom donné à la troisième et dernière période de l’histoire de la Convention nationale allant du 27 juillet 1794 au 26 octobre 1795.
Succédant à la Terreur menée par Robespierre sous la Convention montagnarde, la Réaction thermidorienne marque le retour au pouvoir des modérés libéraux.
La Convention adopte le 22 août 1795 la constitution de l'an III, qui met en place le régime du Directoire. Elle organise les élections d'octobre 1795, après lesquelles elle s'autodissout, mettant fin au gouvernement révolutionnaire.

## Normalisation et retour au libéralisme
Après la chute de Robespierre, une lutte oppose, au sein de la Convention nationale, les Montagnards de l'an III, autour de Barère, Billaud-Varenne ou Collot d'Herbois, partisans du maintien du gouvernement révolutionnaire et de la Terreur, du dirigisme économique (avec le maximum des prix et la taxation du prix des grains), d'une part, et la majorité modérée de l'assemblée, regroupant les montagnards dantonistes autour de Tallien ou Fréron et les députés du Marais, autour de Sieyès, Cambacérès, Daunou ou Boissy d'Anglas, tenants d'un retour au libéralisme économique et au gouvernement constitutionnel . Le 8 décembre 1794 (18 frimaire de l'an III) et le 8 mars 1795 (18 ventôse de l'an III), les survivants des 31 chefs girondins proscrits après les journées du 31 mai et du 2 juin 1793 (12 et 14 prairial de l'an I) et les insurrections fédéralistes (dont Louvet de Couvray) et des « 73 » députés (dont Louis-Sébastien Mercier) qui avaient été emprisonnés après avoir protesté contre l'arrestation des 31, furent réintégrés, renforçant ainsi nettement le camp opposé.
Le gouvernement révolutionnaire est progressivement démantelé, avec l'établissement du renouvellement par quart tous les mois des membres du Comité de salut public et la diminution de ses attributions après Thermidor, puis sa disparition en 1795, la suppression du maximum le 24 décembre 1794 (4 nivôse de l'an III) ou le rétablissement définitif de la Bourse de Paris le 10 octobre 1795 (18 vendémiaire de l'an IV) (qui favorise le développement de la spéculation).
L'hiver 1794-95 est particulièrement rude, le prix du pain augmente, et le peuple de Paris connaît une grave disette, aggravée par la politique libérale de la Convention. Aussi, la colère gronde parmi les sections populaires ; d’autant que la France subit à cette époque une crise économique et financière et que le cours des assignats, que le gouvernement révolutionnaire avait plus ou moins réussi à stabiliser en 1793, subit une chute vertigineuse.

## Affaiblissement des Jacobins

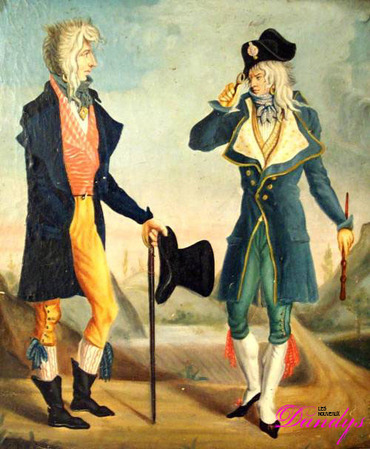
En réaction au jacobinisme, les Muscadins s'affichent au grand jour et multiplient les altercations.

Parallèlement, après Thermidor, une grande part des suspects emprisonnés sous la Terreur - royalistes, fédéralistes, accapareurs - sont élargis, tandis que de nombreux militants révolutionnaires sont arrêtés et les fonctionnaires soupçonnés de « complicité » avec Robespierre révoqués. De même, les excès commis dans le cadre de la guerre civile qui a opposé les républicains aux fédéralistes et aux royalistes en 1793 sont révélés ; certains représentants en mission sont jugés et exécutés (Carrier, le responsable des noyades de Nantes est guillotiné, Place de Grève ; Joseph Lebon qui avait sévi à Cambrai, est exécuté à Amiens), tout comme les membres du tribunal révolutionnaire de Paris ; les membres de la commission populaire d'Orange sont massacrés. Tout cela est fait avec l'encouragement de familles des victimes et de suspects mis en liberté, en favorisant auprès de l'opinion l'image d'une Terreur violente et sanguinaire.
Dans le cadre de cette réaction thermidorienne, la presse modérée et royaliste se déchaîne contre les « terroristes », traités de « tyrans » et de « buveurs de sang ». Fréron, représentant de la Convention dans le Midi avec Barras en 1793, où il s'était distingué par sa violence et ses rapines, fait reparaître à partir du 11 septembre 1794 (25 fructidor de l'an II), L'Orateur du Peuple, dont il fait l'organe de la propagande réactionnaire et où il fait preuve d'un antijacobinisme virulent. De même, le royaliste Méhée de la Touche publie le pamphlet La Queue de Robespierre, et Ange Pitou répand dans les rues des refrains royalistes. Par ailleurs, les violences verbales et physiques contre tous ceux qui ressemblent de près ou de loin à un « jacobin » se multiplient. Fréron et Tallien organisent des bandes de muscadins, qui se heurtent aux Jacobins, notamment le 19 septembre 1794 (jour du travail an II), au Palais-Égalité (le Palais-Royal). Les bagarres se multiplient entre ces bandes et les républicains, notamment les soldats. Profitant de ces violences, les autorités ferment le Club des Jacobins en novembre 1794. En 1794-95, des bandes de 2 000 à 3 000 « Collets noirs », organisés par Tallien et Fréron et menés par le marquis de Saint-Huruge (1750-1810), autour des chanteurs et compositeurs Pierre Garat, Jean Elleviou et Ange Pitou, du dramaturge Alphonse Martainville et du journaliste Isidore Langlois, et composées de suspects sortis de prisons, insoumis, journalistes, artistes, clercs, courtiers, petits commerçants - vêtus d'un habit étriqué « couleur de crottin » au col de velours noir, les basques taillées en queue de morue et la culotte serrée sous le genou -, rossent les passants ayant mauvaise figure. Même le girondin Louvet de Couvray, qui dénonce aussi bien les royalistes que les jacobins dans son journal, la Sentinelle, est pris à partie par la jeunesse royaliste dans sa librairie-imprimerie du Palais-Royal, en octobre 1795.
Les Jacobins, confrontés à la double hostilité des républicains modérés et des royalistes, poussent les sections populaires à la révolte, comme à Toulon le 28 floréal, dont les Jacobins prennent le contrôle pendant une semaine. Toutefois, les insurrections parisiennes du 12 germinal et du 1er prairial an III (avril et mai 1795) échouent, et les autorités ordonnent le désarmement des « terroristes » ; les jacobins toulonnais et leurs sympathisants sont massacrés à Tarascon et à Marseille. Ce sont les dernières insurrections populaires avant la Révolution de 1830.

## Demi-échec des Royalistes

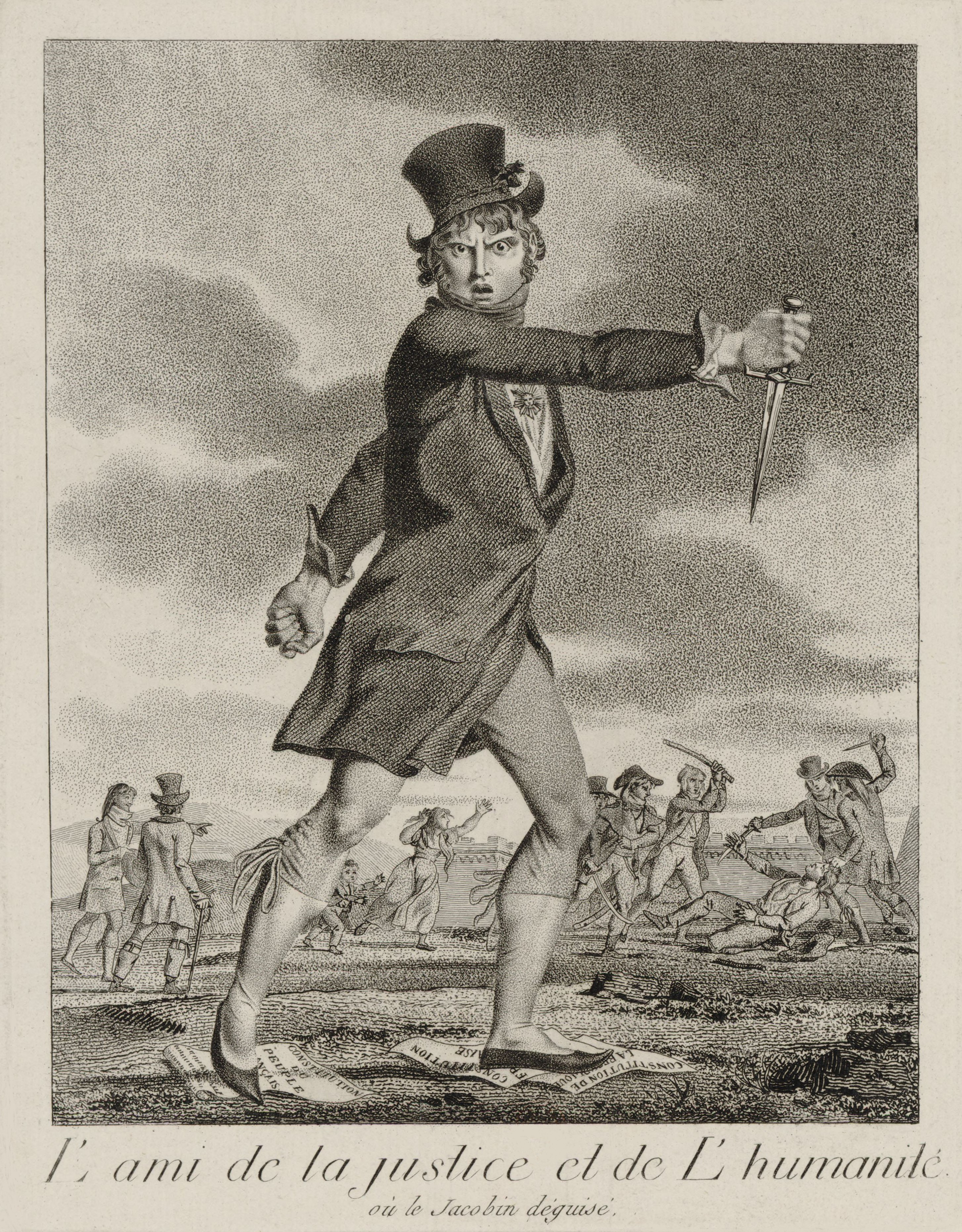
Caricature des bandes armées (« Amis de la justice et de l'humanité », « Compagnons de Jéhu », « compagnons du Soleil »...) perpétrant la Terreur blanche dans les départements en massacrant les républicains.
Estampe anonyme, an, Paris, BnF.

Profitant de l'affaiblissement des jacobins, des mouvements de vengeance spontanée des royalistes, de familles de victimes de la Terreur et de catholiques fanatiques se développent au cours de l'année 1795, dans le Sud-Est de la France, plus particulièrement la vallée du Rhône, contre les terroristes. C'est la Terreur blanche. Les Compagnies de Jéhu à Lyon et du Soleil, pourchassent et massacrent jacobins, républicains, prêtres constitutionnels, protestants, détenus politiques des prisons, à Lons-le-Saunier, Bourg, Lyon, Saint-Étienne, Aix, Marseille, Toulon, Tarascon, etc., généralement avec la complicité des autorités municipales et départementales, quand ce n'est pas celle des représentants en mission, qui s'appuient sur les royalistes dans leur lutte contre les Jacobins.
Toutefois, le débarquement manqué des émigrés à Quiberon en juin-juillet 1795, et l'insurrection royale du 5 octobre 1795 (13 vendémiaire de l'an IV) font prendre conscience à la Convention de la menace représentée par les royalistes et, pendant quelques mois, à l'automne et l'hiver 1795-96, tente de rétablir l'union entre les républicains contre leur ennemi commun. Fréron est envoyé à Marseille à la fin de 1795, pour réprimer la Terreur blanche (il sera rappelé dès janvier 1796) ; les officiers jacobins destitués sont réintégrés dans l'armée (Jean-Antoine Rossignol, Napoléon Bonaparte…) ; les poursuites contre les Montagnards sont interrompues, par le décret du 13 octobre ; une amnistie générale « pour les faits proprement relatifs à la Révolution » (dont sont exclus les émigrés, les déportés, les accusés de Vendémiaire, ainsi que les faussaires) est votée le 26 octobre 1795 (4 brumaire de l'an IV). Le club du Panthéon, composé d'anciens terroristes et de Jacobins, tous issus de la petite bourgeoisie, ouvre ses portes le 6 novembre.

## Vers le Directoire
Inspirée par les députés de la Plaine, la Convention thermidorienne a ainsi mis fin au gouvernement révolutionnaire et marqué le retour au pouvoir d'une république bourgeoise libérale et modérée. Conservant néanmoins le régime républicain, et reprenant finalement la guerre contre la paysannerie royaliste, dans l'ouest et en Vendée, elle a jeté les bases du Directoire par la rédaction de la Constitution de l'an III établissant le suffrage censitaire.

### Sources primaires
- Françoise Brunel ( éd.) (publié par l'Institut d'histoire de la Révolution française, Université de Paris I), Archives parlementaires de 1787 à 1860, vol. 93 : Du 21 messidor au 12 thermidor an II (9 juillet au 30 juillet 1794), Paris, Éditions du Centre national de la recherche scientifique (CNRS), 1982, 774 p. (ISBN 2-222-02562-1).
- Marie-Claude Baron ( éd.) et Françoise Brunel ( éd.) (publié par l'Institut d'histoire de la Révolution française, Université de Paris I), Archives parlementaires de 1787 à 1860, vol. 97 : Du 23 fructidor an II au 2 vendémiaire an III (9 au 23 septembre 1794), Paris, Éditions du Centre national de la recherche scientifique (CNRS), 1993, 472 p. (ISBN 2-222-04788-9).
- Raymonde Monnier ( éd.) et Françoise Brunel ( éd.) (publié par l'Institut d'histoire de la Révolution française, Université de Paris I), Archives parlementaires de 1787 à 1860, vol. 98 : Du 3 vendémiaire an III au 17 vendémiaire an III (24 septembre au 8 octobre 1794), Paris, Éditions du Centre national de la recherche scientifique (CNRS), 1994, 502 p. (ISBN 2-271-05200-9).
- Raymonde Monnier ( éd.) et Françoise Brunel ( éd.) (publié par l'Institut d'histoire de la Révolution française, Université de Paris I), Archives parlementaires de 1787 à 1860, vol. 99 : Du 18 vendémiaire au 2 brumaire an III (9 au 23 octobre 1794), Paris, Éditions du Centre national de la recherche scientifique (CNRS), 1995, 469 p. (ISBN 2-271-05368-4).
- Marie-Claude Baron ( éd.) et Françoise Brunel ( éd.) (publié par l'Institut d'histoire de la Révolution française, Université de Paris I), Archives parlementaires de 1787 à 1860, vol. 100 : Du 3 au 18 brumaire an III (24 octobre au 8 novembre 1794), Paris, Éditions du Centre national de la recherche scientifique (CNRS), 2000, 645 p. (ISBN 2-271-05429-X).
- Marie-Claude Baron ( éd.), Corinne Gomez-Le Chevanton ( éd.) et Françoise Brunel ( éd.) (publié par l'Institut d'histoire de la Révolution française, Université de Paris I), Archives parlementaires de 1787 à 1860, vol. 101 : Du 19 au 30 brumaire an III (9 au 20 novembre 1794), Paris, Éditions du Centre national de la recherche scientifique (CNRS), 2005, 517 p. (ISBN 2-271-05507-5).
- Corinne Gomez-Le Chevanton ( éd.) et Françoise Brunel ( éd.) (publié par l'Institut d'histoire de la Révolution française, Université de Paris I), Archives parlementaires de 1787 à 1860, vol. 102 : Du 1er au 12 brumaire an III (21 novembre au 2 décembre 1794), Paris, Éditions du Centre national de la recherche scientifique (CNRS), 2012, 483 p. (ISBN 978-2-271-07712-7).